# Numéro 16 (araignée)
Pour les articles homonymes, voir 16 (homonymie).

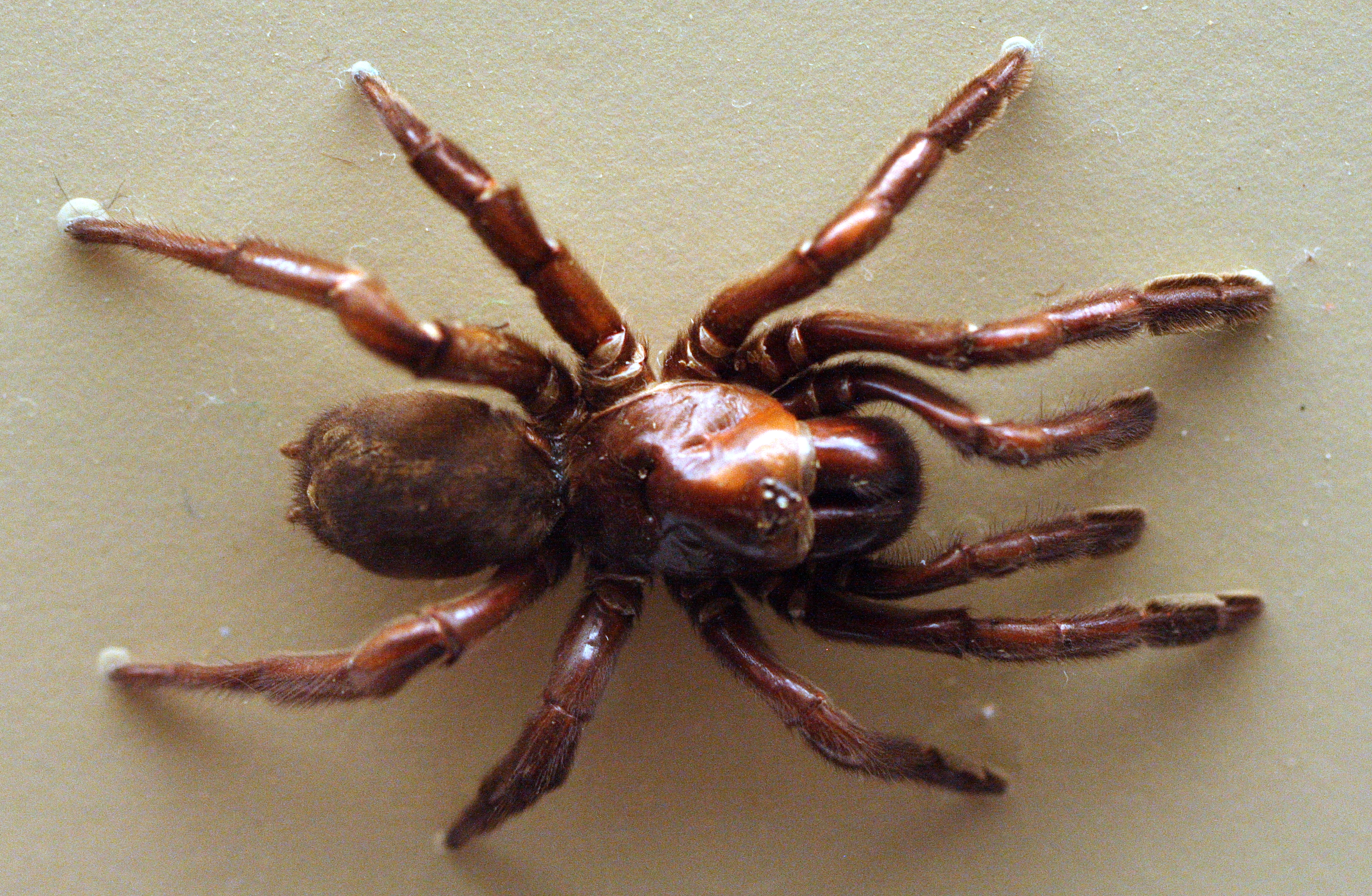
Gaius villosus.

Numéro 16 (aussi appelée #16) est le nom donné à une araignée femelle mygalomorphe (Gaius villosus de la famille des Idiopidae) originaire de la Réserve de Bungulla Nord près de Tammin, Australie de l'ouest. Elle mourut en 2016 à l'âge estimé de 43 ans, ce qui fait d'elle l'araignée observée ayant vécu le plus longtemps à ce jour. Numéro 16 ne mourut pas de vieillesse mais fut probablement victime d'une guêpe parasite.

## Surveillance à long terme
Numéro 16, née en 1974, a été étudiée en milieu naturel par l'arachnologiste Barbara York Main de mars 1974 à 2016,,. Elle faisait partie du premier groupe de jeunes araignées à avoir creusé un terrier sur le site de l'étude, son terrier était le 16e à être marqué d'un piquet. En 1978, Barbara York Main en était arrivée à un compte de 101 terriers sur le site, distants de quelques mètres les uns des autres. 
Numéro 16 a passé toute sa vie dans le même terrier, ce qui est un comportement typique à son espèce. Pendant plus de 40 ans, tous les six mois ou une fois par an, la scientifique et ses collaborateurs revoyaient la situation de l'araignée et son évolution. Comme Numéro 16 prenait de l'âge, les chercheurs avaient pris l'habitude de toujours se rendre d'abord à son terrier quand ils se rendaient sur le site.

## Mort
Le 31 octobre 2016, la chercheuse Leanda Mason découvrit le terrier de Numéro 16 en piteux état et aucune trace de l'araignée. L'opercule de soie à l'entrée de son terrier avait été percé, suggérant qu'elle avait été parasitée par une guêpe avant ou après sa mort. Lors d'une étude menée six mois auparavant, il avait été signalé que Numéro 16 était encore en vie. La mort de l'araignée fut diffusée largement en avril 2018, avec la publication d'un article dans le journal Pacific Conservation Biology. En se basant sur la fidélité au terrier dont font preuve les femelles de cette espèce, les chercheurs ont pu conclure de 'façon quasi-certaine' que Numéro 16 était âgée de 43 ans au moment de sa mort et qu'ils ont trouvé dans leurs recherches que Numéro 16 a été tuée par une guêpe.